# Cle Elum
Cle Elum è una città degli Stati Uniti d'America, situata nello Stato di Washington e in particolare nella Contea di Kittitas. La popolazione, nel 2010, era di 1.872 abitanti. A solo un'ora e mezza di macchina da Seattle, Cle Elum è un'area popolare per il campeggio e le attività all'aperto.

## Storia

### Primi anni e industrie
Nel 1886 gli ingegneri della ferrovia, che lavoravano per Virgil Bogue e Herbert Huson fecero dei sondaggi con l'intento di costruirvi una stazione. Nel sito della futura città, la stazione della Northern Pacific Railway fu chiamata Clealum riferendosi al vicino fiume Cle Elum. Nel 1908, Clealum fu cambiato in Cle Elum. Il nome fu dato al fiume, alla città e al lago. Walter Reed iniziò una collaborazione con Thomas Johnson di Ellensburg e acquistò un terreno di 65 acri dove installò una segheria. Reed e Johnson, stabilirono che fosse senza dubbio la più grande segheria di quei tempi, poiché riuscivano a tagliare 40.000 tronchi al giorno. Nello stesso tempo, Frederick Leonhard, si spostò nei pressi di Cle Elum.

### XX secolo
Cle Elum venne incorporata ufficialmente il 12 febbraio 1902.
Una tragedia colpì l'area nel 1908 quando due vagoni che trasportavano polvere da sparo, trasportati dalla Northwest Improvement Company, esplosero per cause sconosciute, uccidendo almeno nove persone. L'esplosione, avvenuta a circa un chilometro dal centro di Cle Elum, trasportò frammenti e resti umani in città, così come frammenti di vetro.
Nel 1913, furono intrapresi dei passi per migliorare l'accesso delle automobili lungo la montagna Cascade attraverso il passo Snoqualmie . Lo stesso anno, grazie alla prosperità portata dalle miniere di carbone, fu aperta la seconda banca in città. Dal 1914 la popolazione è aumentata dagli iniziali 3.000 abitanti, di circa 100 unità per anno durante tutto il XX secolo.

### Grande incendio del 1918
Il più grande disastro di Cle Elum avvenne il 25 giugno 1918 quando un enorme incendio divampò per circa 70 acri della città (29 isolati furono coinvolti) per un costo in danni di circa $500.000. La causa fu individuata in un mozzicone di sigaretta gettato su di un mucchio di spazzatura nei pressi del teatro. Trenta negozi e 205 case furono distrutte lasciando 1.800 persone senza casa. Dopo l'incidente la Croce Rossa portò delle tende da Camp Lewis mentre dei soldati furono inviati da Ellensburg per fare da guardia alle attività commerciali. Yakima e Portland dell'Oregon mandarono degli aiuti in città. Fortunatamente nessuno morì nell'incidente.

## Geografia fisica

### Clima
| Mese                  | Mesi | Mesi | Mesi | Mesi | Mesi | Mesi | Mesi | Mesi | Mesi | Mesi | Mesi  | Mesi | Stagioni | Stagioni | Stagioni | Stagioni | Anno  |
| Mese                  | Gen  | Feb  | Mar  | Apr  | Mag  | Giu  | Lug  | Ago  | Set  | Ott  | Nov   | Dic  | Inv      | Pri      | Est      | Aut      | Anno  |
| --------------------- | ---- | ---- | ---- | ---- | ---- | ---- | ---- | ---- | ---- | ---- | ----- | ---- | -------- | -------- | -------- | -------- | ----- |
| T. max. media (°C)    | 2    | 5    | 10   | 14   | 18   | 22   | 22   | 27   | 23   | 14   | 6     | 1    | 2,7      | 14       | 23,7     | 14,3     | 13,7  |
| T. min. media (°C)    | −4   | −4   | −1   | 1    | 5    | 8    | 12   | 11   | 6    | 1    | −2    | −6   | −4,7     | 1,7      | 10,3     | 1,7      | 2,3   |
| T. max. assoluta (°C) | 18   | 21   | 35   | 36   | 37   | 38   | 41   | 41   | 37   | 36   | 20    | 19   | 21       | 37       | 41       | 37       | 41    |
| T. min. assoluta (°C) | −36  | −34  | −18  | −11  | −7   | −3   | −1   | −1   | −6   | −12  | −26   | −35  | −36      | −18      | −3       | −26      | −36   |
| Precipitazioni (mm)   | 75,7 | 67,6 | 50,3 | 27,2 | 29,2 | 22,6 | 15,0 | 12,7 | 20,6 | 48,5 | 109,5 | 88,9 | 232,2    | 106,7    | 50,3     | 178,6    | 567,8 |